# Pohledy
Pohledy település Csehországban, a Svitavyi járásban. Pohledy Sklené, Rudná, Březová nad Svitavou, Dlouhá Loučka, Janůvky, Moravská Třebová és Křenov településekkel határos. Lakosainak száma 303 fő (2024. január 1.).

## Népesség
A település lakosságának változását az alábbi diagram mutatja:
| Lakosok száma | 1551 | 1670 | 1449 | 656  | 426  | 334  | 317  | 306  | 298  | 303  |
|               | 1869 | 1890 | 1921 | 1950 | 1980 | 2001 | 2017 | 2019 | 2022 | 2024 |